# Mesodermo

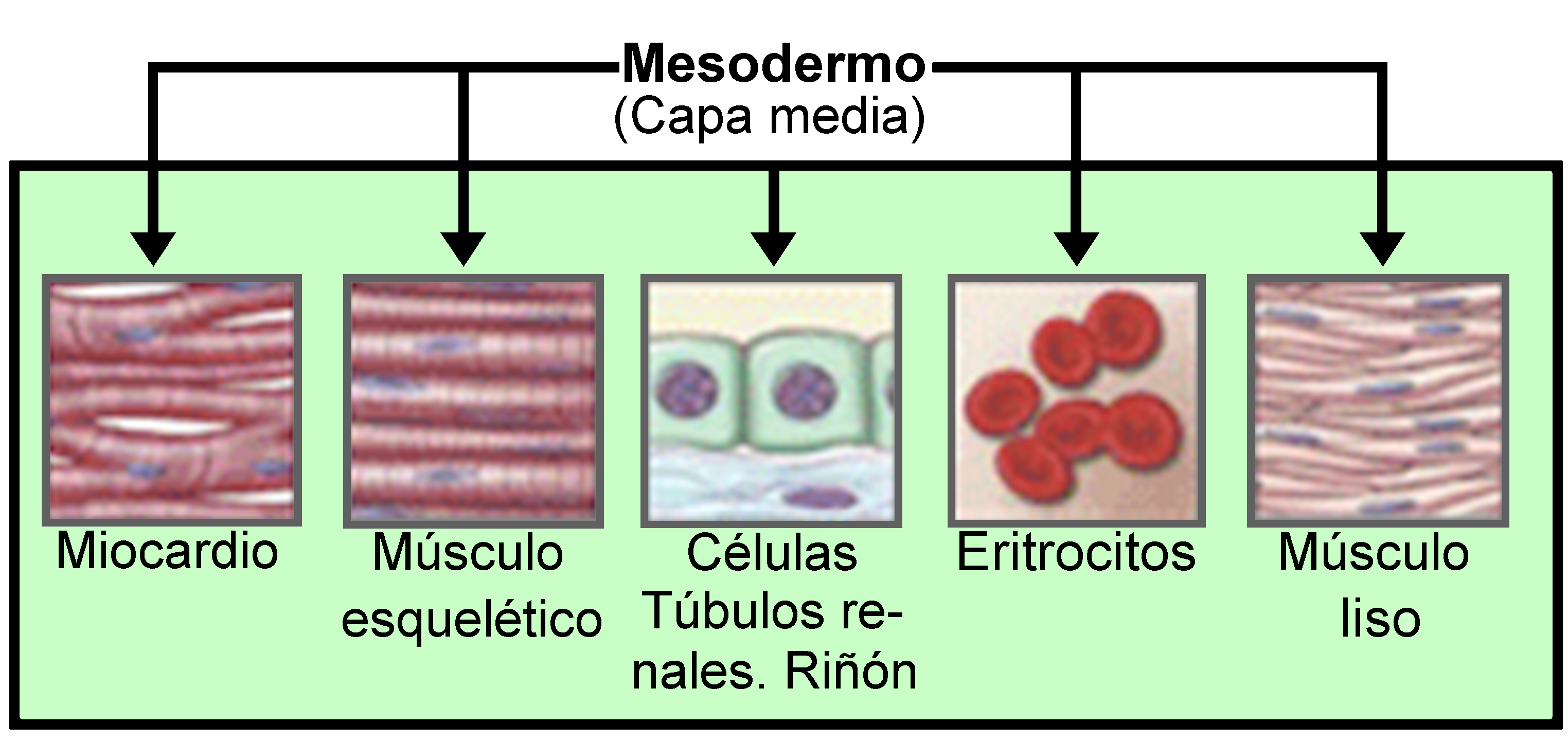
Mesodermo y sus derivados.

El mesodermo es una de las tres hojas embrionarias o capas celulares que constituyen el embrión. Puede realizarse por enterocelia o esquizocelia a partir de un blastocisto en el proceso denominado gastrulación. En el proceso previo a la formación del mesodermo y a la gastrulación, existen dos capas, el hipoblasto y el epiblasto. Las células epiteliales del epiblasto se transforman en células mesenquimatosas con capacidad migrante, se invaginan y dan lugar a las 3 capas embrionarias, empujando al epitelio del hipoblasto hacia el saco vitelino.

## Desarrollo
A través del proceso de mitosis del ectodermo del embrión, se origina una tercera capa de células, situada entre el ectodermo y el endodermo llamada mesodermo. Los animales que poseen esta tercera hoja embrionaria, son denominados triblásticos y pertenecen al grupo Bilateria. Comúnmente se divide en mesodermo paraxial, mesodermo intermedio y mesodermo lateral.

## Vertebrados
En los vertebrados, a lo largo del desarrollo el mesodermo se diferenciará en cinco tipos 
que formarán los distintos tejidos mesenquimales:
- Mesodermo cordado (cordamesodermo). Este tejido dará lugar a la notocorda, órgano transitorio cuya función más importante es la inducción de la formación del tubo neural y el establecimiento del eje antero-posterior.

- Mesodermo dorsal somítico. Las células de este tejido formarán las somitas, bloques de células mesodérmicas situadas a ambos lados del tubo neural que se desarrollarán para dar lugar a otros tejidos como el cartílago, el músculo, el esqueleto y la dermis dorsal.

- Mesodermo intermedio. Formará el aparato excretor.

- Mesodermo latero-ventral. Dará lugar al aparato circulatorio y va a tapizar todas las cavidades del organismo y todas las membranas extraembrionarias importantes para el transporte de nutrientes.

- Mesodermo precordal. Dará lugar al tejido mesenquimal de la cabeza, que formará muchos de los tejidos conectivos y la musculatura de la cara.

## Mesodermo en el ser humano
El mesodermo aparece durante el periodo trilaminar, que se desarrolla en la tercera semana de gestación. Hacia el final de ella, cuando empieza a terminar el proceso de gastrulación, el mesodermo intraembrionario de cada lado de la línea media se diferencia en un mesodermo paraxial, un intermedio y un lateral.
- Datos: Q323438
- Multimedia: Mesoderm / Q323438